# Апостольская префектура Гуйлиня
 Апостольская префектура Гуйлиня (лат. Praefectura Apostolica Kveilinensis) — апостольская префектура Римско-Католической церкви с центром в городе Гуйлинь, Китай. Апостольская префектура Гуйлиня подчиняется непосредственно Святому Престолу. В настоящее время кафедра апостольской префектуры является вакантной.

## История
9 февраля 1938 года Римский папа Пий XI выпустил буллу Quo Christi, которой учредил апостольскую префектуру Гуйлиня, выделив её из апостольской префектуры Учжоу (сегодня – Епархия Учжоу).

## Ординарии апостольской префектуры
- епископ Джон Анхел Романьелло (1938 – 1983); 
  - Sede vacante – c 1983 года по настоящее время.

## Источник
- Annuario Pontificio, Libreria Editrice Vaticana, Città del Vaticano, 2003, ISBN 88-209-7422-3
- Бреве Quo Christi, AAS 30 (1938), стр. 310  (лат.)